# Neuilly-en-Donjon
Pour les articles homonymes, voir Neuilly.
 (avril 2010).
Neuilly-en-Donjon est une commune française, située dans le département de l'Allier en région Auvergne-Rhône-Alpes.
Les habitants de Neuilly-en-Donjon sont appelés les Neuillyssois.

## Géographie

### Localisation
Neuilly-en-Donjon est située dans l'est du département de l’Allier, plus précisément dans les Basses Marches du Bourbonnais, à 8 km (à l'est) du Donjon, à 50 km (au nord-est) de Vichy (sous-préfecture), à 60 km (au sud-est) de Moulins (préfecture), à 45 km (au nord-ouest) de Roanne (sous-préfecture de la Loire) et à 25 km (au sud-ouest) de Paray-le-Monial.
D’une superficie de 2 502 hectares, la commune compte 236 habitants au recensement provisoire de 2006, 228 en 1999. Située aux confins de trois départements (Allier, Saône-et-Loire et Loire), elle est au cœur d’un territoire rural, desservi par les axes routiers (RN 7 et RCEA) qui permettent à de nombreux touristes de faire un détour vers la commune. La commune est traversée par la rivière de la Vouzance, qui se jette dans la Loire en la commune de Molinet, et par le ruisseau du Crésançon.
Ses communes limitrophes sont :
| Saint-Didier-en-Donjon |                   | Luneau |
| Le Donjon              | Neuilly-en-Donjon |        |
| Lenax                  | Le Bouchaud       |        |

### Géologie
Deux parties bien distinctes, séparées par un pli de terrain boisé, coupent la plaine des Basses Marches. Neuilly-en-Donjon se situe sur cette limite :
- au sud de cette ondulation, le sous-sol est peu perméable et forme une succession de grands plateaux parsemés d'étangs dont la pêche était l'activité dominante au XVIIe siècle (principalement sur les communes du Bouchaud et de Neuilly) ;
- au nord, le terrain est plus léger et plus bossu, ce qui ne permet pas de grandes cultures à rendement. Les bois y poussent facilement : on parle de « bruyères » (communes de Saint-Didier-en-Donjon – pendant la Révolution, Saint-Didier-les-Bruyères –, Saint-Léger-sur-Vouzance – appelé Saint-Léger-des-Bruyères –, et Le Pin)[3].

### Climat
Pour des articles plus généraux, voir Climat d'Auvergne-Rhône-Alpes et Climat de l'Allier.
En 2010, le climat de la commune est de type climat océanique dégradé des plaines du Centre et du Nord, selon une étude du CNRS s'appuyant sur une série de données couvrant la période 1971-2000. En 2020, Météo-France publie une typologie des climats de la France métropolitaine dans laquelle la commune est exposée à un climat océanique altéré et est dans la région climatique Centre et contreforts nord du Massif Central, caractérisée par un air sec en été et un bon ensoleillement.
Pour la période 1971-2000, la température annuelle moyenne est de 11 °C, avec une amplitude thermique annuelle de 16,7 °C. Le cumul annuel moyen de précipitations est de 825 mm, avec 11,9 jours de précipitations en janvier et 7,4 jours en juillet. Pour la période 1991-2020, la température moyenne annuelle observée sur la station météorologique de Météo-France la plus proche, « Saint-Didier_sapc », dans la commune de Saint-Didier-en-Donjon à 5 km à vol d'oiseau, est de 11,5 °C et le cumul annuel moyen de précipitations est de 762,6 mm,. Pour l'avenir, les paramètres climatiques de la commune estimés pour 2050 selon différents scénarios d'émission de gaz à effet de serre sont consultables sur un site dédié publié par Météo-France en novembre 2022.

## Urbanisme

### Typologie
Au 1er janvier 2024, Neuilly-en-Donjon est catégorisée commune rurale à habitat très dispersé, selon la nouvelle grille communale de densité à 7 niveaux définie par l'Insee en 2022.
Elle est située hors unité urbaine et hors attraction des villes,.

### Occupation des sols

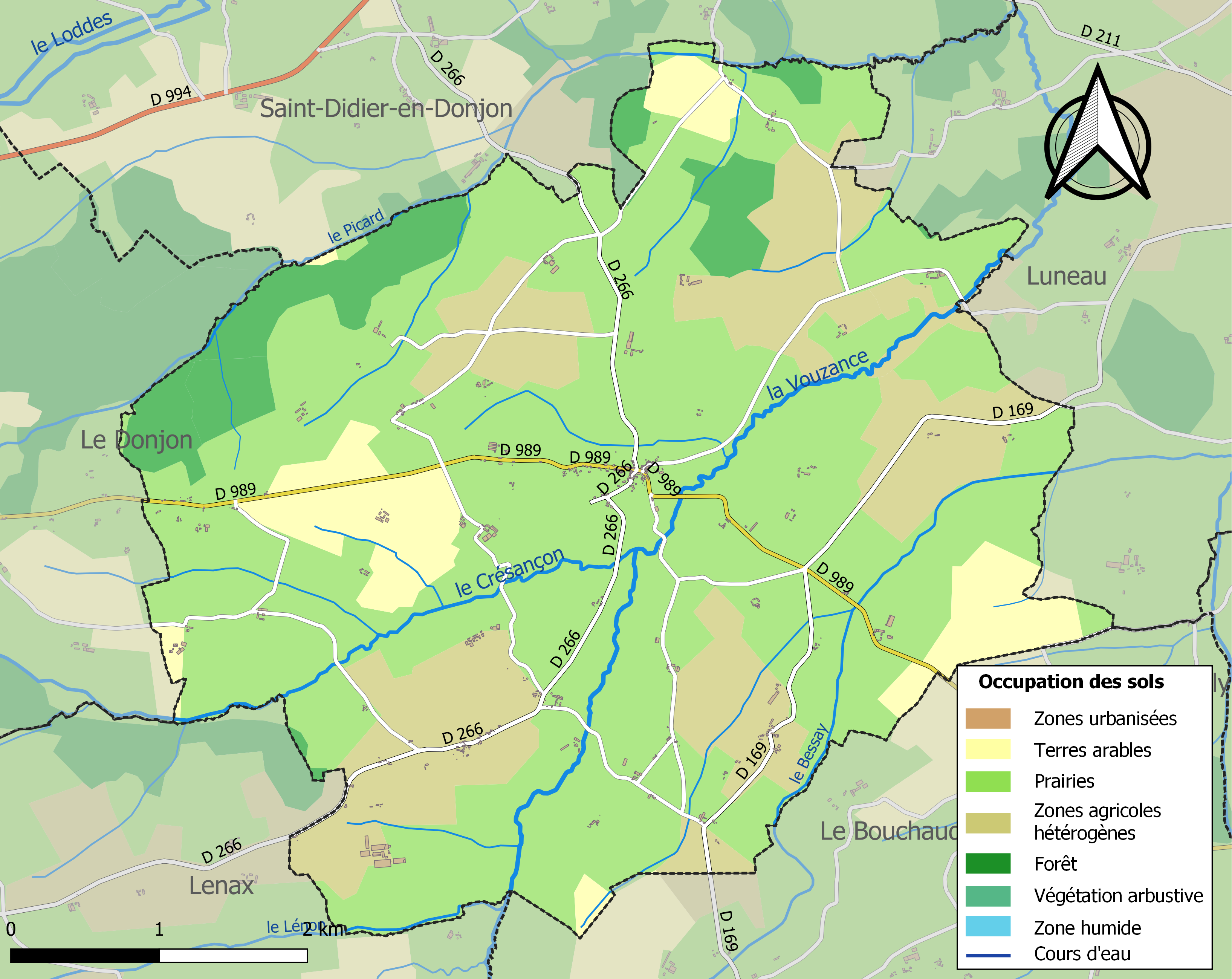
Carte des infrastructures et de l'occupation des sols de la commune en 2018 (CLC).

L'occupation des sols de la commune, telle qu'elle ressort de la base de données européenne d’occupation biophysique des sols Corine Land Cover (CLC), est marquée par l'importance des territoires agricoles (93,1 % en 2018), une proportion identique à celle de 1990 (93,1 %). La répartition détaillée en 2018 est la suivante : 
prairies (65 %), zones agricoles hétérogènes (20,3 %), terres arables (7,8 %), forêts (6,9 %).
L'IGN met par ailleurs à disposition un outil en ligne permettant de comparer l’évolution dans le temps de l’occupation des sols de la commune (ou de territoires à des échelles différentes). Plusieurs époques sont accessibles sous forme de cartes ou photos aériennes : la carte de Cassini (XVIIIe siècle), la carte d'état-major (1820-1866) et la période actuelle (1950 à aujourd'hui).

## Histoire
Avant les invasions normandes des VIIIe et Xe siècles, Avrilly, nommé à l'époque Ariolica ou Apriliacus, était une véritable ville grâce aux voies romaines et à la Loire, descendante d'une villae gallo-romaine. Mais lorsque les Vikings ont remonté la Loire, ils détruisirent les villes et ports se trouvant sur leur passage, dont Avrilly et son port, Bonnand. Les populations qui avaient échappé au massacre s'enfuirent dans les immenses forêts du voisinage fondèrent Neuilly en Donjon. Plus tard, ils bâtirent une église en s'adressant aux constructeurs de la rive droite. C'est pourquoi il existe encore aujourd'hui un simple édifice orné par un portail finement taillé et sculpté, apparentés à ceux d'Autun, Montceaux-l'Etoile et de Semur.
Neuilly est attesté sous la forme Nulhi au XIVe siècle, archétype gallo-romain fréquent, composé du nom de personne Novellius ou Nobilis et du suffixe -acum. Le complément du nom de Neuilly-en-Donjon vient de la châtellenie du Donjon dont la commune dépendait.
La présence gallo-romaine est attestée dans la commune par la découverte au XIXe siècle de plusieurs statuettes de bronze représentant Cérès, Mars et Hercule, de culots de bronze et de résidus de fabrication qui peuvent indiquer l'existence d'un atelier de fondeur.
Neuilly-en-Donjon dépend à l'origine du diocèse d'Autun et du prieuré de Marcigny ; l'influence bourguignonne se remarque jusque sur le tympan de l'église romane. On ne trouve pas mention du lieu dans la liste fragmentaire du XIe siècle des possessions de ce diocèse, le « cartulaire rouge », ce qui signifierait que l’établissement de l'église se fit plus tard. On trouve mentionné, dans un pouillé daté de 1312, une église de Nuilliacus située dans l'archiprêtre de Pierrefitte et sous le patronage du couvent des bénédictines de Marcigny.
Neuilly est peut-être évoqué dès 1259 dans un procès entre le seigneur de Bourbon et le prieur de Saint-Pourçain.
La mention ecclesia de Nulleyo se trouve aussi dans un compte de XIVe siècle.
En 1569, Neuilly est cité comme dépendance de la châtellenie de Moulins
La prévôté de Neuilly dépend du Donjon dès 1376. Neuilly est mentionné au XVIIe siècle comme terre à seigle et à bois de 60 feux (plus de 300 personnes). La taille s'échelonne entre 1683 et 1687 de 1730 à 1400 livres.
En 1852, Neuilly-en-Donjon possède 482 habitants, éparpillés dans 104 maisons. Quinze années avant, le village était couvert de bois qui ont été défrichés et ont fait place à diverses cultures' (froment, seigle, vigne, fruits, etc.). La rivière de la Vouzance fait tourner deux moulins, un situé sur le domaine de la Vernelle, et un dernier appelé Moulin Coudray situé sur le chemin des Jacquots. 

Bourg de Neuilly depuis la route de St-Didier-en-Donjon

### Les mottes et fiefs du Moyen Âge
Les seigneuries qui se partageaient le territoire de Neuilly ont pratiquement toutes disparu et il ne reste d'elles que des « mottes » à peine visibles :

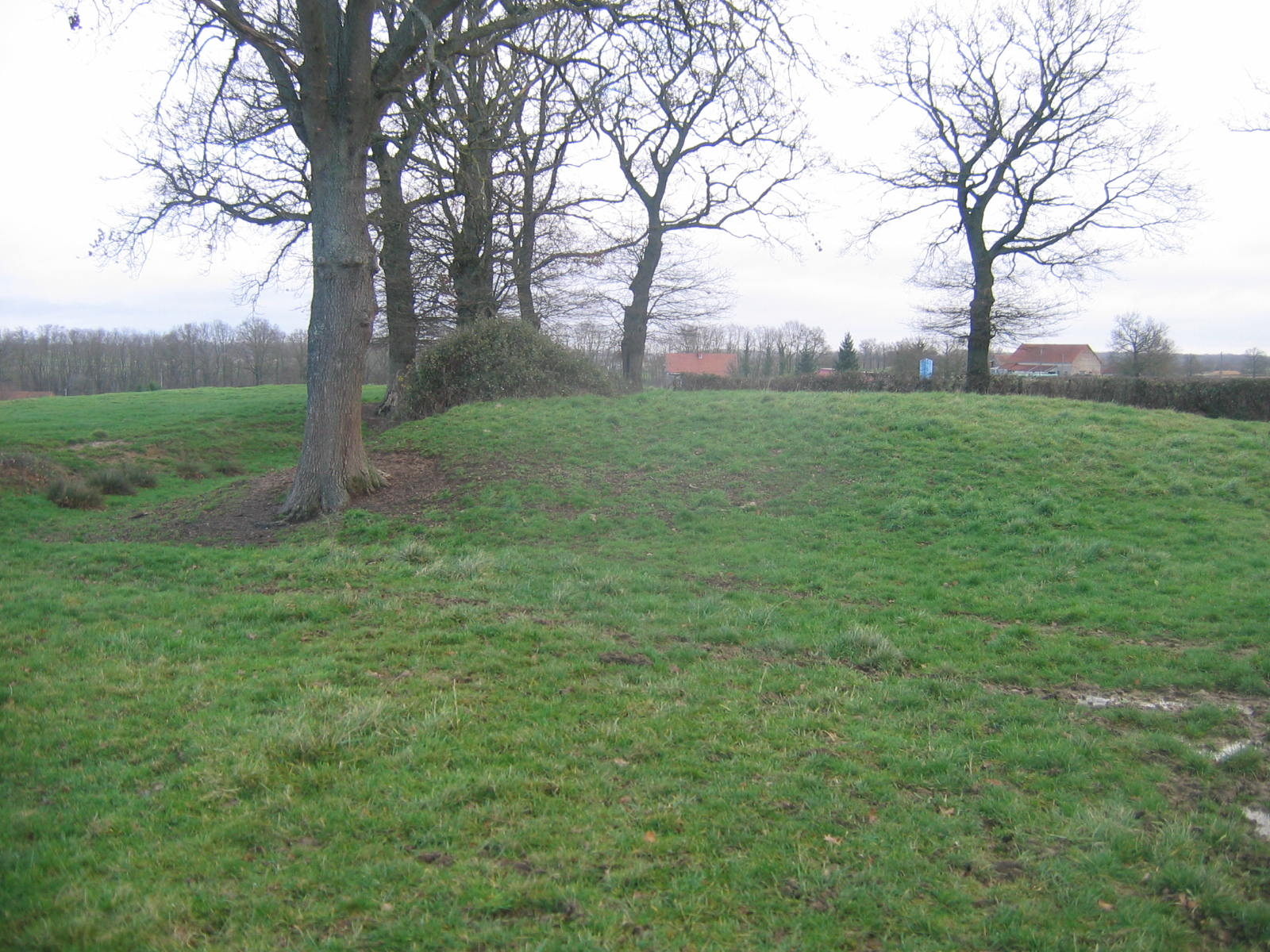
« Motte Monin » située sur le domaine des Bertaux, sur la colline au sud-est du bourg.

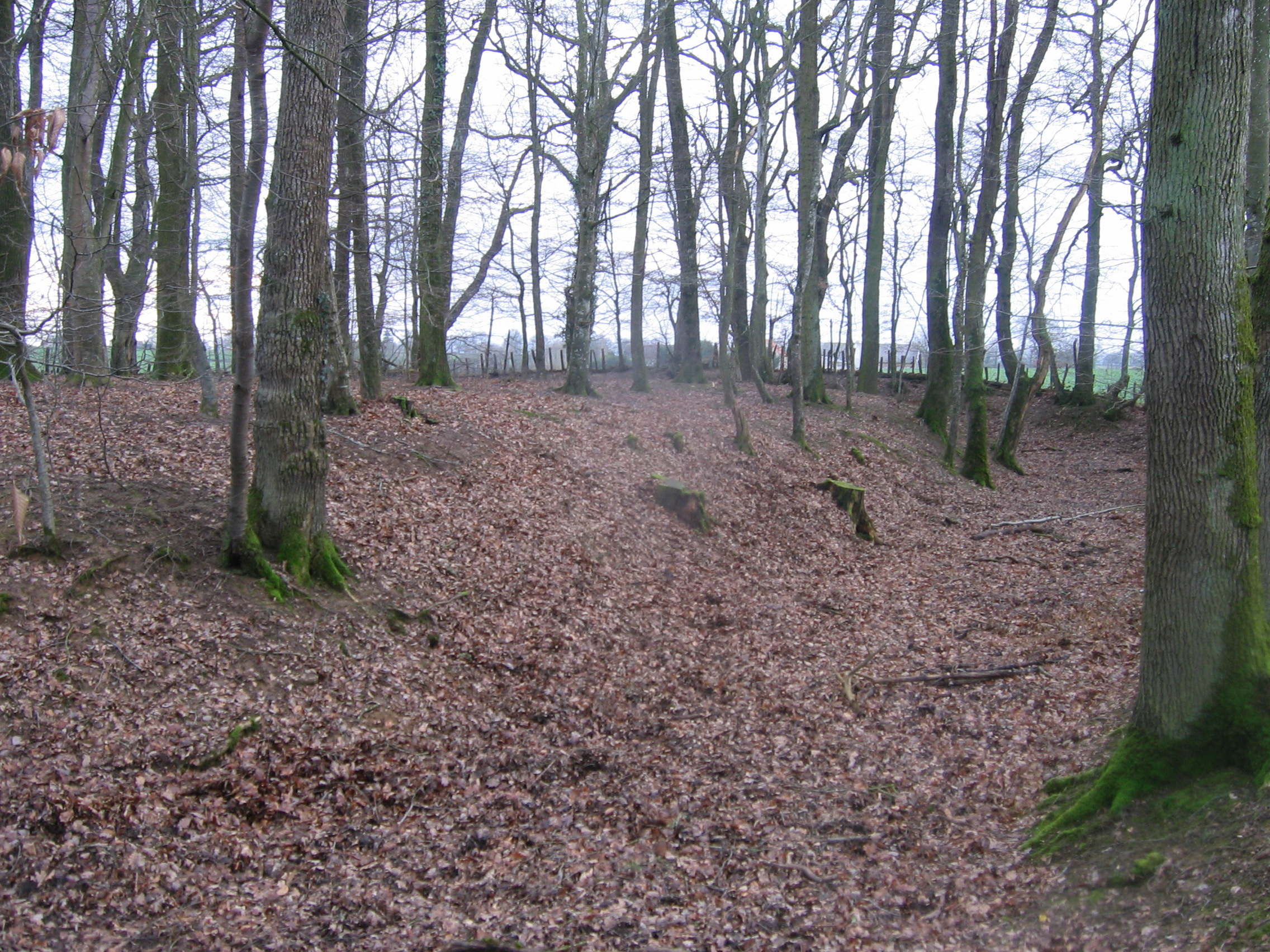
Motte ou butte Jollard située sur le domaine des Jollards, en lisière du bois Picard, à 2.5 km au nord-ouest du bourg

- la motte des Abbès sur laquelle peu d'informations sont à ce jour disponibles. On sait juste qu'elle se situait entre le lieu-dit des Coudriers et la route du Donjon, probablement sur le lieu-dit « la Grosse Terre ».
- une motte sur les terres des Bertaux, décrite dans un terrier de 1665 : il y a, dans le tènement de Fontemilan, une motte fossoyée de toutes parts, appelée la Motte Monin, et où il y avait jadis une place forte : toute en bruyères, buissons, bois de haute futaye et seignats, joignant de bise le grand chemin tendant de Neuilly à Borlecomte (actuellement Bourg-le-Comte). Il s'agit d'une maison forte, en position dominante. Elle se situe à égale distance entre la RD989 et le voie communale desservant le lieu-dit des Bertaux. Elle surplombe la vallée de la Vouzance et celle du Crézançon, face au bourg de Neuilly.
- une troisième motte, située près du domaine des Jollards, était encore entourée de ses fossés plein d'eau à la fin du XIXe siècle : la motte ou butte Jollard. Il s'agissait d'une maison forte de forme rectangulaire avec des dimensions de 35 m de long et de 25 m de large, des fossés de 8 m de large et 3 m de profondeur. Une partie de la terre des fossés a permis d'édifier la butte, haute de 2,50 m[21]. Il pourrait s'agir à l'origine d'un ancien camp romain installé à proximité d'une voie romaine reliant Macon à Bordeaux. En effet à la fin du XIXe siècle, une tranchée fut creusée et permis la découverte d'éléments gallo-romains provenant d'un habitat de l'époque[22]. Elle se situe en lisière de bois, au nord-est du lieu-dit des Jollards. Ce domaine possédait également une maison bourgeoise, propriété, à la fin du XVIIe siècle, des Grimaud de Servé (fief de la paroisse de Saint-Voir).
- Les terriers anciens mentionnent à la limite de Neuilly et de Luneau, entre le domaine des Bécauds et celui de la Vallée, une chapelle de Saint-Fiacre-de-Fol située sur une motte carrée, à la lisière du bois (qui se nomme toujours "le Bois de la Chapelle"). Les bénéficiaires, qui tenaient des sires du Donjon cet édifice, qui, dès 1717, était déjà en fort mauvais état, ne l'entretinrent pas. En 1761, un inventaire signale que la chapelle est en ruine.
- Au domaine des Jacquots se situait l'ancien fief de la Follye, dont les propriétaires successifs furent Jean Maréchal, écuyer, puis messire Hugonin le Long, seigneur des Fougis sur la paroisse de Thionne et enfin une famille Jacob qui lui donne son nom. La motte se situait à droite de l'actuelle maison d'habitation, le bord de la voie communale qui relie Neuilly au Bouchaud. Sur le plan cadastral de 1836 et les plans des états majors, on remarque la présence d'eau et de fossés, attestant de son existence et de son implantation.
- En face des Jacquots, sur l'autre rive de la Vouzance, se trouvent les Jolis, berceau de la famille du même nom. En 1496, y vivait maître Pierre Jolly, laboureur. Cette famille s'enrichit peu à peu et achète des terres à la famille Le Long en 1577. En 1609, François Le Long vend sa seigneurie de la Follye à Jean Jolly, demeurant pour lors au Donjon et d'ordinaire en sa métairie des Jolis. Outre les Jacquots, Jean Jolly acquit les terres des Morinets, de la Guyonnière et de la Vernelle. Voisine des Jolis, la terre de la Vernelle possédait des droits seigneuriaux et fut achetée par Jean Jolly en 1589. Les Jolly de la Vernelle gardèrent cette terre jusqu'en 1766, date à laquelle elle est vendue par Jean-Baptiste Jolly à Clément Conny, greffier en chef au parlement des Dombes. Cette terre de la Follye reste aux Jolly jusqu'en 1770. Elle est vendue en 1823 à Jean-Baptiste Nichault, notaire au Donjon.

### XIXesiècle
L'implantation d'une tuilerie (la tuilerie Baillon) au milieu du XIXe siècle revitalise le bourg, mais elle est contrainte de fermer en 1970. La région étant composée géologiquement de couches argileuses alternées à des bancs de sable permet d'utiliser cette matière première comme élément de construction, en torchis, pisé ou brique ou pour les poteries. La tuilerie produit des tuiles plates ou mécaniques, de rive, de fronton, des briques pleines et creuses et des drains permettant le drainage dans les fermes. L'usine employait à son apogée 10 à 20 ouvriers répartis sur 2 allées de four.
À l’annonce du coup d'État du 2 décembre 1851, le maire de la commune, Georges Gallay, soulève les habitants, qu’il mène au chef-lieu de canton. Tout le canton s’étant soulevé, celui-ci est rapidement aux mains des insurgés. C’est ensuite la sous-préfecture, Lapalisse, qui tombe après quelques combats, avant que la nouvelle de la réussite du coup d’État ne fasse rentrer chacun chez soi. La répression est sévère et des dizaines d’arrestations ont lieu dans le canton.

## Économie
L'activité économique dominante est la polyculture et l'élevage de bovins (race charolaise). On compte 18 agriculteurs et un aviculteur. Mais la commune vit aussi de ses quelques commerces et artisans (un bar-restaurant, une menuiserie, une scierie, un bucheron, et un plombier).
Grâce à un regroupement pédagogique avec les communes du Bouchaud (école élémentaire), de Luneau (école primaire) et d'Avrilly, et à un service de transport scolaire, l'école maternelle de la commune se maintient avec actuellement plus de vingt écoliers. Le collège Victor-Hugo se situe au Donjon (8 km).

## Politique et administration
| Période | Période                      | Identité           | Étiquette | Qualité             |
| ------- | ---------------------------- | ------------------ | --------- | ------------------- |
| 1793    | 1795                         | Jean Royer         |           |                     |
| 1795    | 1796                         | Joseph Gaudin      |           |                     |
| 1796    | 1815                         | François Cortier   |           |                     |
| 1815    | 1822                         | Félix Méplain      |           |                     |
| 1822    | 1823                         | François Cortier   |           |                     |
| 1823    | 1848                         | Jean Pelletier     |           | Cultivateur         |
| 1848    |                              | François Royer     |           |                     |
| 1848    | 1849                         | Hypolite Rave      |           |                     |
| 1849    | 1857                         | Jean Pelletier     |           | Cultivateur         |
| 1857    | 1874                         | Jean Besson        |           |                     |
| 1874    | 1876                         | Jean Pelletier     |           |                     |
| 1876    | 1880                         | Georges Gallay     |           | Avocat              |
| 1880    | 1884                         | Jean Besson        |           |                     |
| 1884    | 1886                         | Auguste Méplain    |           |                     |
| 1886    | 1892                         | Étienne Ray        |           | Cultivateur         |
| 1892    | 1898                         | André Charpin      |           | Régisseur / Fermier |
| 1899    | 1902                         | Gilbert Pelletier  |           | Cultivateur         |
| 1902    | 1904                         | Pierre Desbourbes  |           |                     |
| 1904    | 1935                         | Pierre Nevers      |           | Cultivateur         |
| 1935    | 1942                         | François Picard    |           |                     |
| 1942    | 1944                         | Jean-Louis Bernard |           | Chef d'entreprise   |
| 1944    | 1945                         | Jean-Marie Début   |           | Tailleur            |
| 1945    | 1965                         | Antoine Thévenoux  |           | Métayer             |
| 1965    | 1977                         | Roger Melon        |           | Agriculteur         |
| 1977    | 1995                         | Marcel Larue       |           | Agriculteur         |
| 1995    | 2014                         | Daniel Favier      |           | Agriculteur         |
| 2014    | 2020                         | Dominique Geoffroy |           | Expert agricole     |
| 2020    | En cours (au 8 juillet 2020) | Bernard Bourachot  |           | Aviculteur retraité |

## Population et société

### Démographie
L'évolution du nombre d'habitants est connue à travers les recensements de la population effectués dans la commune depuis 1793. Pour les communes de moins de 10 000 habitants, une enquête de recensement portant sur toute la population est réalisée tous les cinq ans, les populations de référence des années intermédiaires étant quant à elles estimées par interpolation ou extrapolation. Pour la commune, le premier recensement exhaustif entrant dans le cadre du nouveau dispositif a été réalisé en 2006.

En 2022, la commune comptait 198 habitants, en évolution de −10 % par rapport à 2016 (Allier : −1,38 %, France hors Mayotte : +2,11 %).
| 1793 | 1800 | 1806 | 1821 | 1831 | 1836 | 1841 | 1846 | 1851 |
| ---- | ---- | ---- | ---- | ---- | ---- | ---- | ---- | ---- |
| 474  | 585  | 510  | 499  | 508  | 482  | 455  | 491  | 496  |

| 1856 | 1861 | 1866 | 1872 | 1876 | 1881 | 1886 | 1891 | 1896 |
| ---- | ---- | ---- | ---- | ---- | ---- | ---- | ---- | ---- |
| 567  | 636  | 649  | 665  | 691  | 676  | 721  | 715  | 718  |

| 1901 | 1906 | 1911 | 1921 | 1926 | 1931 | 1936 | 1946 | 1954 |
| ---- | ---- | ---- | ---- | ---- | ---- | ---- | ---- | ---- |
| 658  | 673  | 660  | 573  | 559  | 560  | 524  | 522  | 508  |

| 1962 | 1968 | 1975 | 1982 | 1990 | 1999 | 2006 | 2011 | 2016 |
| ---- | ---- | ---- | ---- | ---- | ---- | ---- | ---- | ---- |
| 488  | 486  | 398  | 363  | 309  | 228  | 236  | 219  | 220  |

| 2021 | 2022 | - | - | - | - | - | - | - |
| ---- | ---- | - | - | - | - | - | - | - |
| 206  | 198  | - | - | - | - | - | - | - |

## Culture locale et patrimoine

### Lieux et monuments

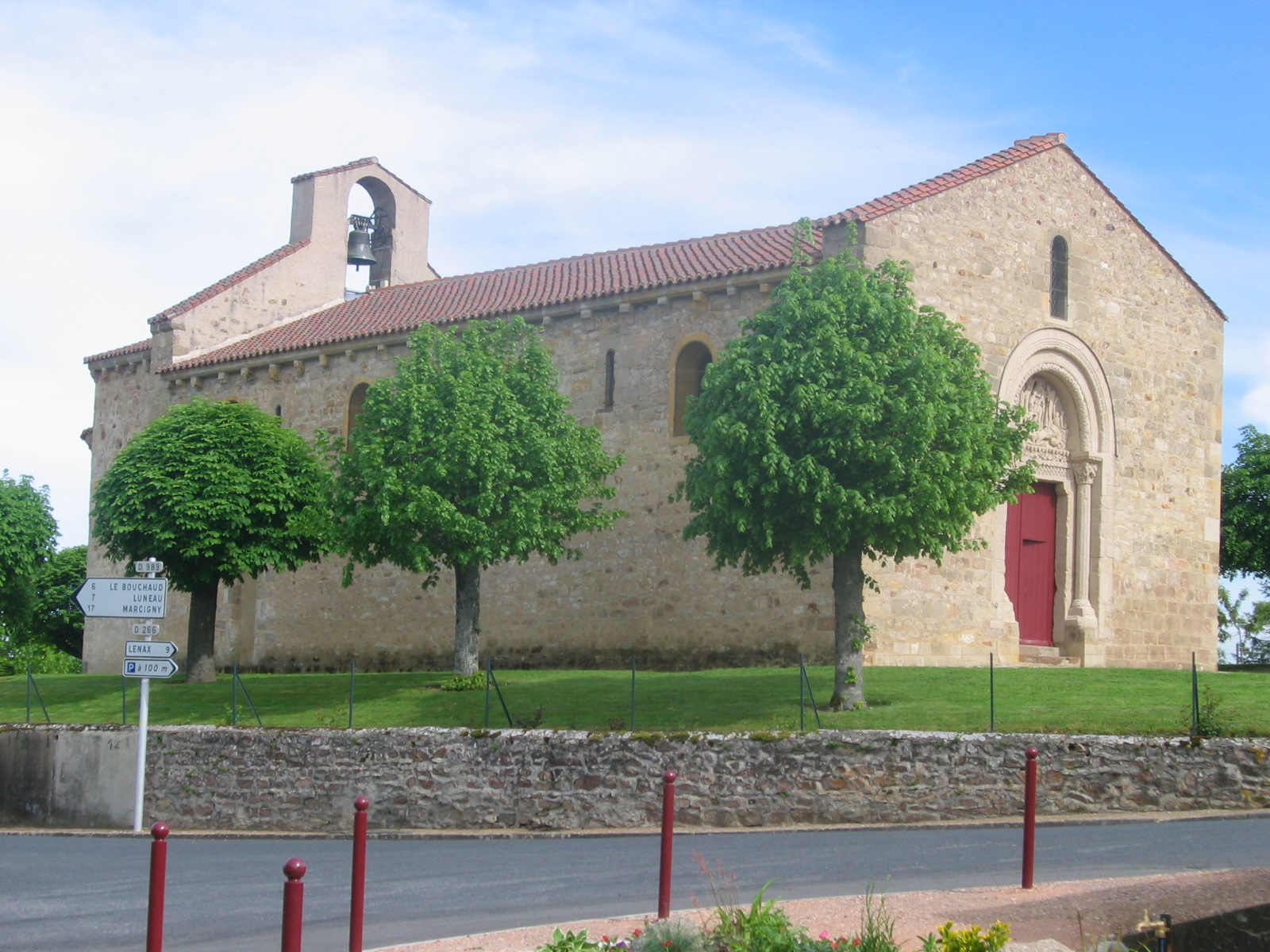
Église Sainte-Marie-Madeleine de Neuilly en Donjon.

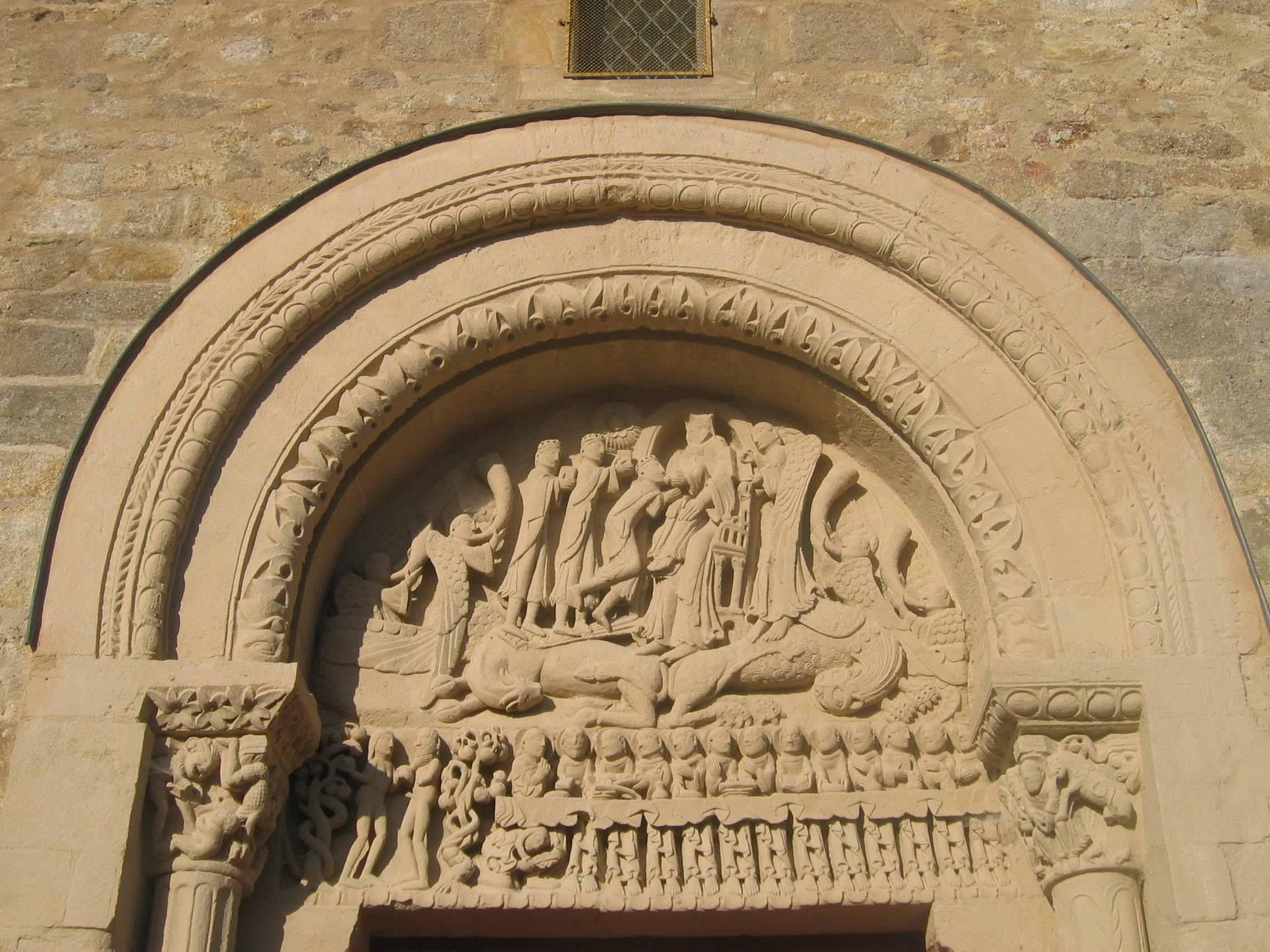
Portail de l'église.

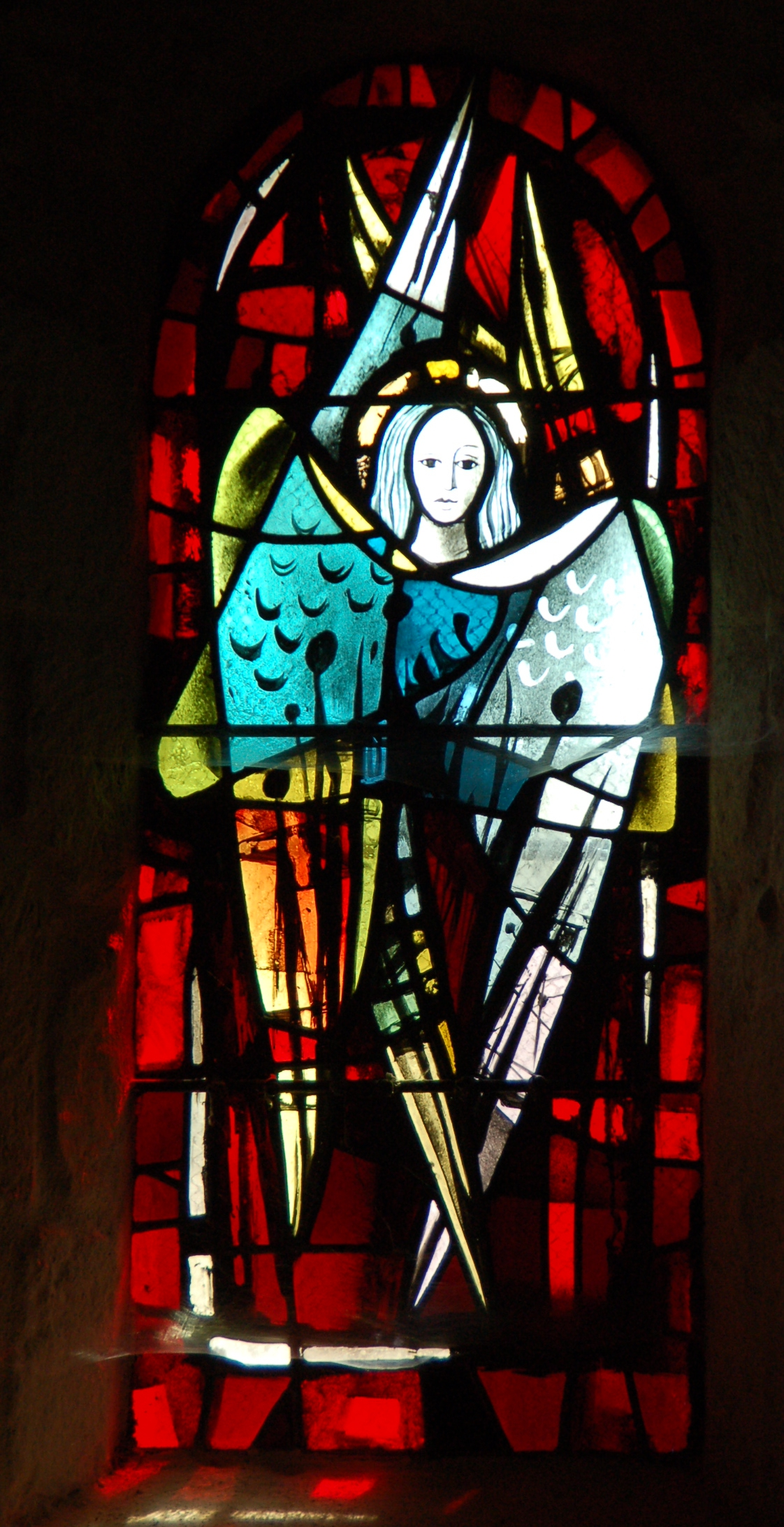
Vitrail central de l'abside.

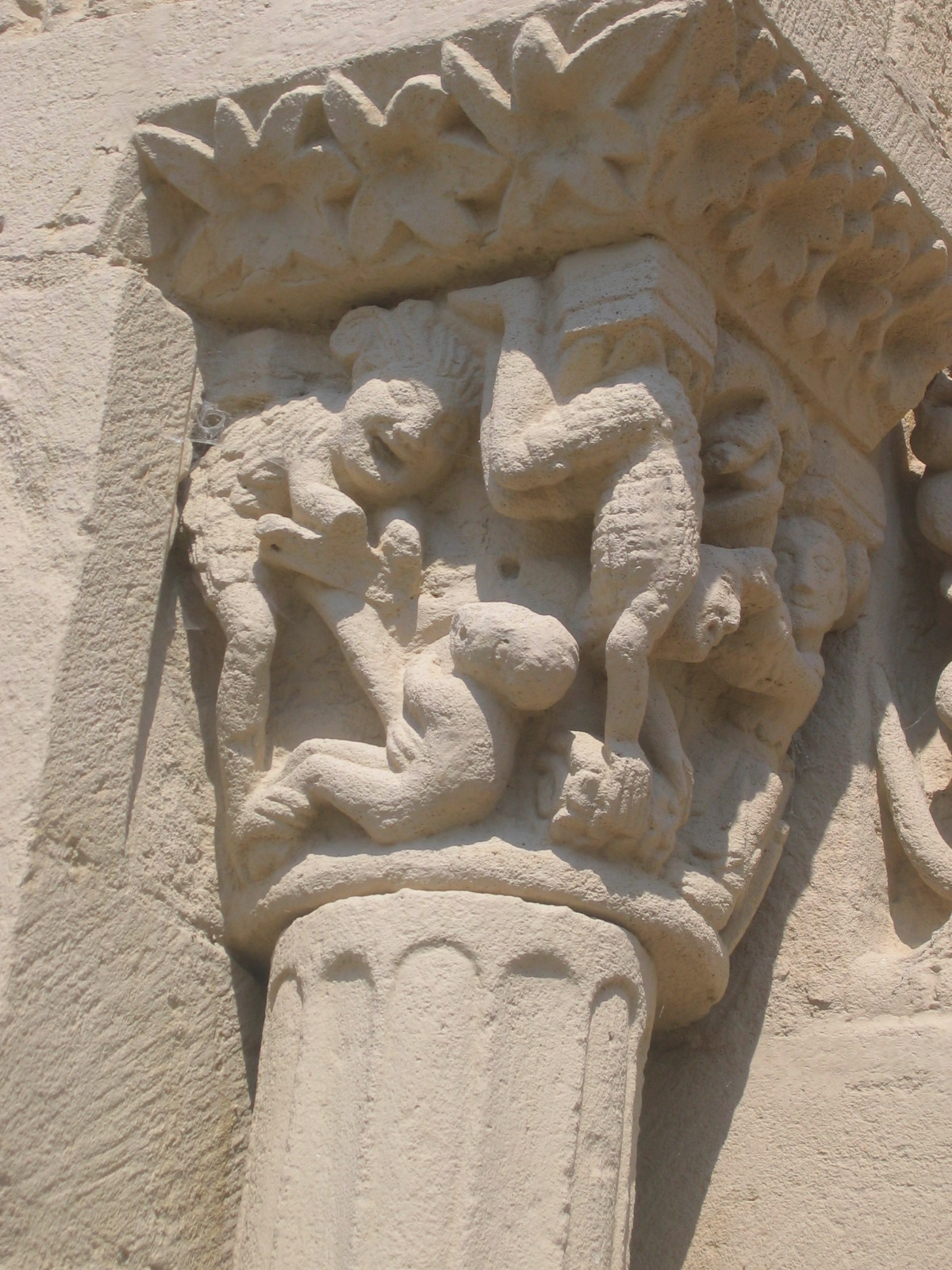
Chapiteau septentrional : Triomphe du démon.

#### L'église Sainte-Marie-Madeleine
L'église Sainte-Marie-Madeleine, une église romane des XIe – XIIe siècles, linteau et tympan du portail occidental datés vers 1140.

##### Description
Elle faisait partie du prieuré de Marcigny et son style architectural la rattache au Brionnais.
Son chœur voûté avec une abside en demi-cercle, est orienté à l'est. La nef plus large le prolonge avec une charpente découverte grâce à l'abbé Rodriguez (prêtre de la commune de 1945 à 2003) qui avait fait beaucoup de rénovations sur l'église.
Un clocher en forme de toit à deux versants et à pignons découverts surplombe sa toiture. La porte de la façade comprend des chapiteaux et un linteau finement travaillé (description détaillé plus tard).
La nef initiale ne possédait que 4 fenêtres toujours visibles et 3 portes (une à l'ouest et au sud et une autre maintenant condamné au nord). Les vitraux du chœur ont été posés en 1950 et ceux de la nef en 1965 où l'on remarque, lorsqu'on se situe à l'intérieur, un dégradé du sombre au clair en avançant vers le chœur.
Avant 1950, l'église possédait un autel en bois et l'office se déroulait face à l'est, dos à l'assistance. Il a été remplacé par un autel en pierre où un bas-relief représentant un poisson et un pain a été gravé devant.
Sous le vitrail central du chœur a été découvert 40 parchemins datant des années 1492-1499. Il est écrit des demandes de mariages entre cousins.
Le tombeau situé sur le côté droit du chœur, juxtaposant la sacristie, appartient à la famille Cailloux, enterrée ici lorsque le cimetière se situait autour de l'église, famille des Gallay (décrit plus bas).

##### Le portail
Le tympan surmonte le portail représentant la scène de l'Épiphanie avec la Vierge Marie, sur son trône, tenant l'Enfant Jésus sur ses genoux. Les trois rois mages apportent leurs offrandes. La scène repose sur deux animaux, un bœuf symbolisant Luc (évangéliste) et un lion revenant à Marc (évangéliste). À l'arrière plan, un personnage ailé représente l'évangéliste Matthieu (apôtre). On peut entrevoir aussi les ailes d'un ange qui représenterait Jean (apôtre). Les anges représentent l'ouverture au monde.
Le linteau qui prend place sous le tympan, semblant relier les chapiteaux représente Adam et Ève lors du Péché originel répondant aux demandes du Démon, symbolisé par le serpent. Le reste du linteau est occupé par le cène du dîner chez Simon (et non la Cène, le dernier repas de Jésus). On peut distinguer Marie-Madeleine, la pécheresse, arrosant de ses larmes les pieds de Jésus (à gauche de la table).
Le chapiteau, à gauche en entrant, représente sur sa face occidentale le démon dont le rire exprime la joie du triomphe sur l'Homme. La face méridionale paraît symboliser le châtiment du pécheur fouetté par Dieu, sur son trône. Le chapiteau, à droite en entrant, expose l'épisode de la vie de Daniel, prophète condamné à être dévoré dans la fosse aux lions.

#### Maison bourgeoise

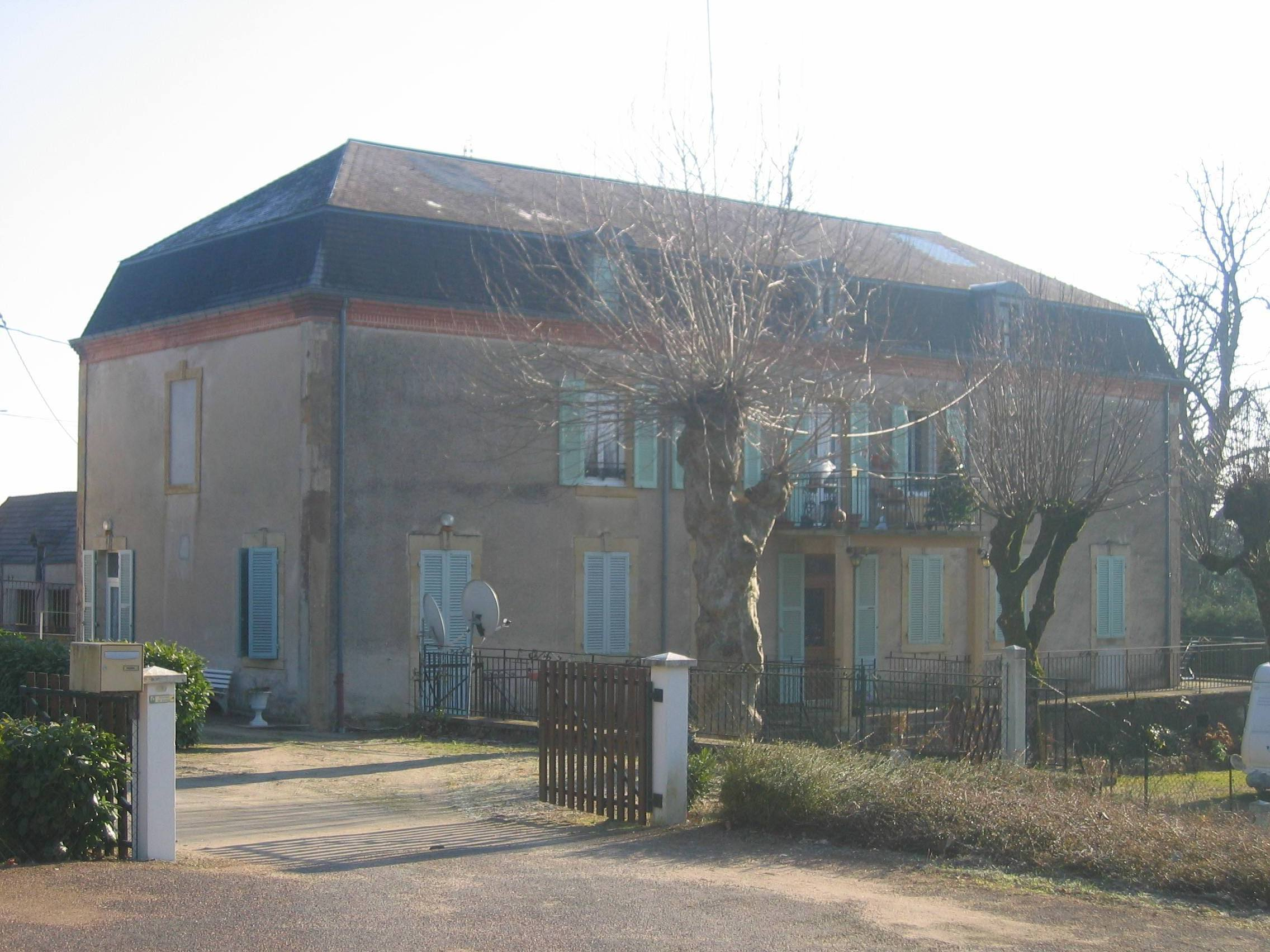
Château des Bécauds (propriété de Georges Gallay au XIXe siècle).

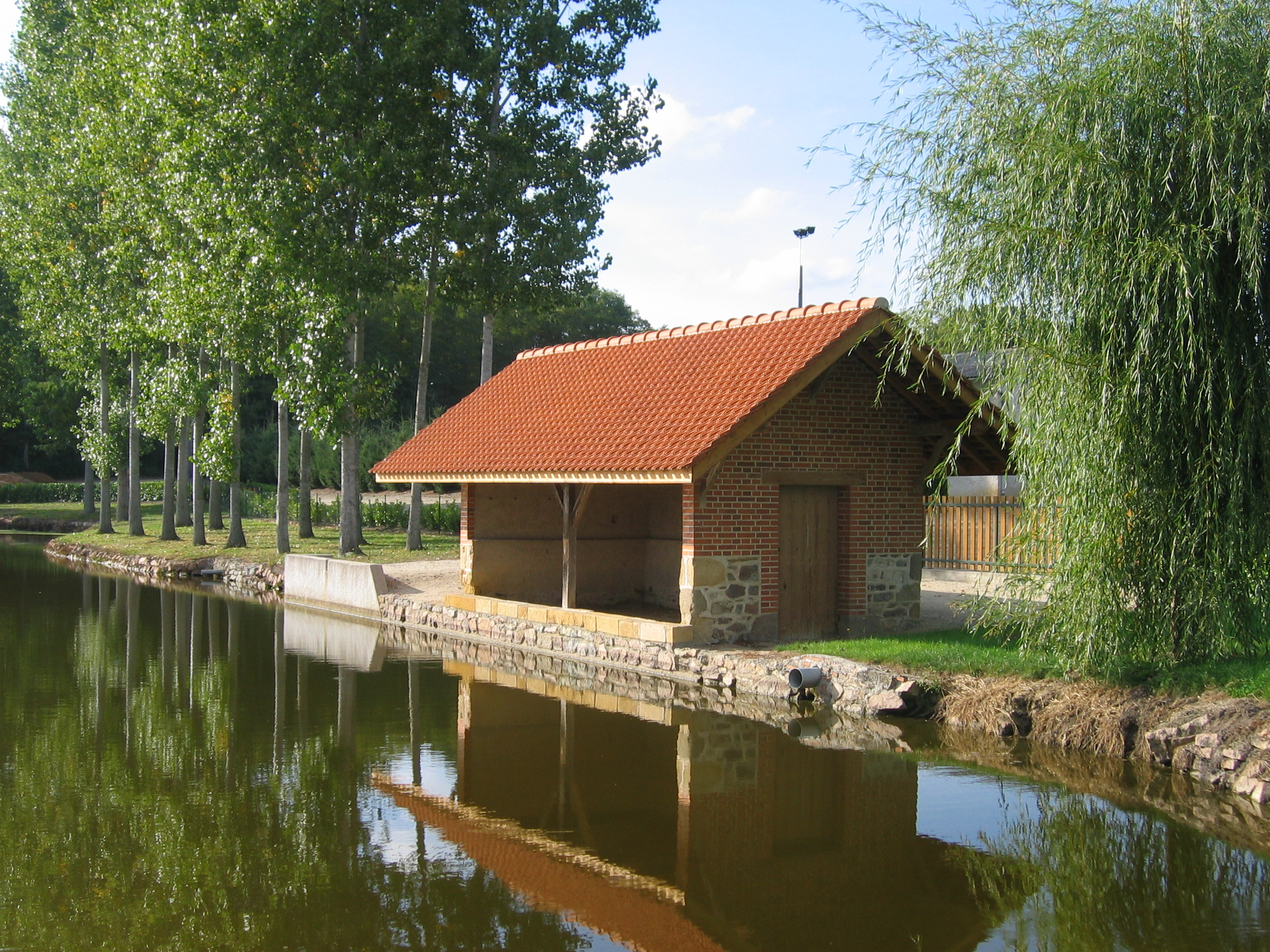
Lavoir des Bécauds.

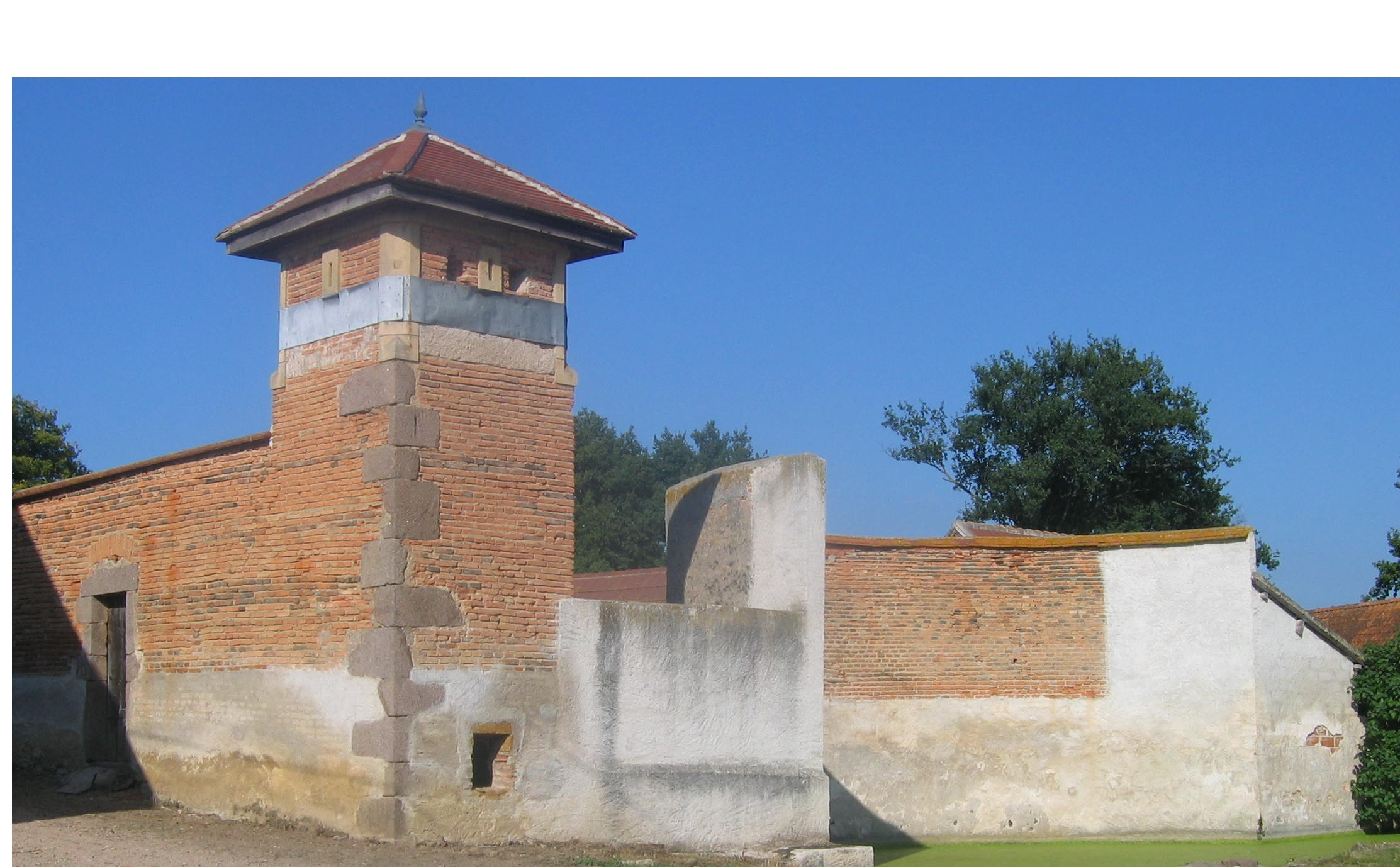
Pigeonnier des Bécauds.

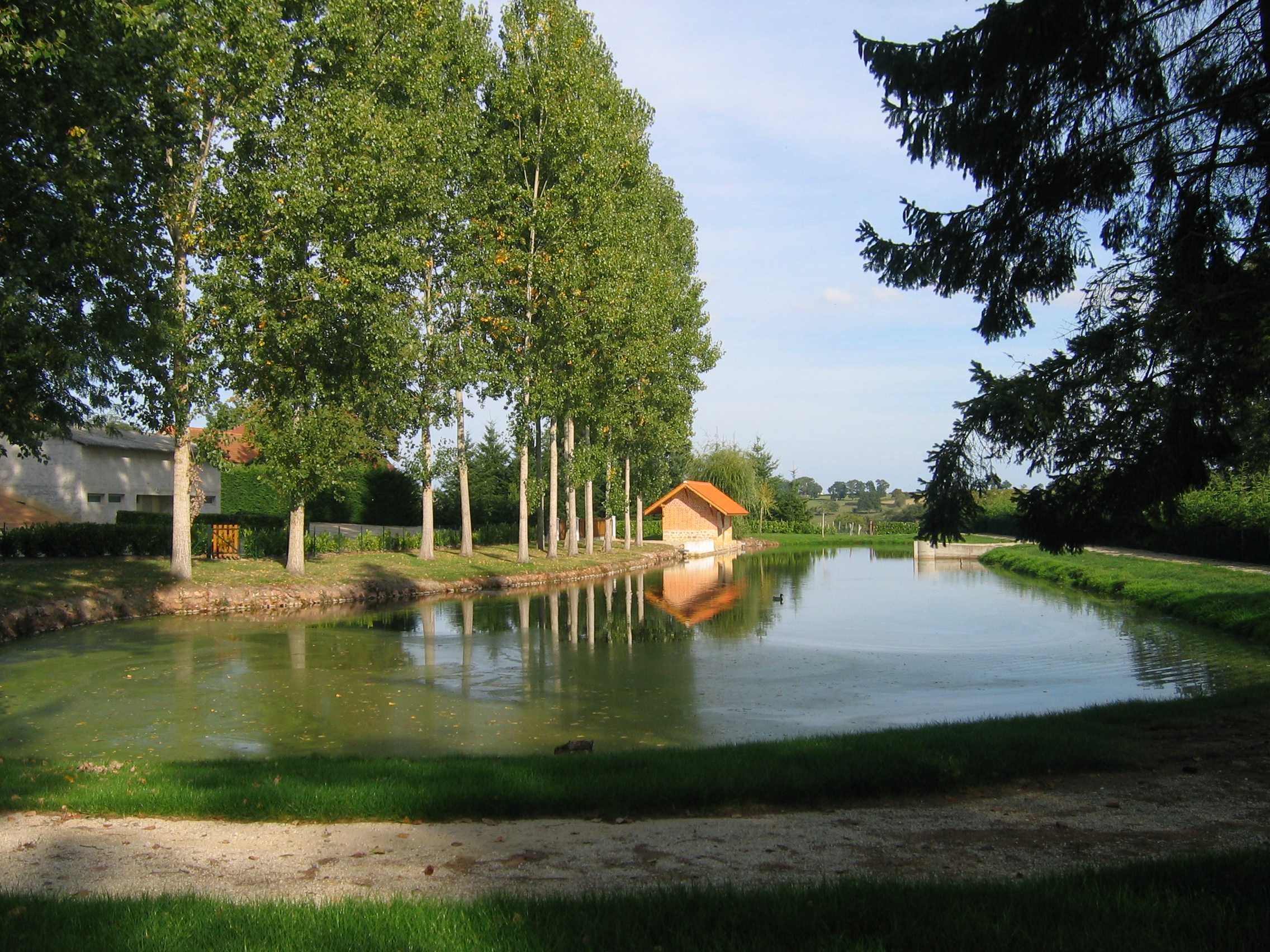
Plan d'eau des Bécauds.

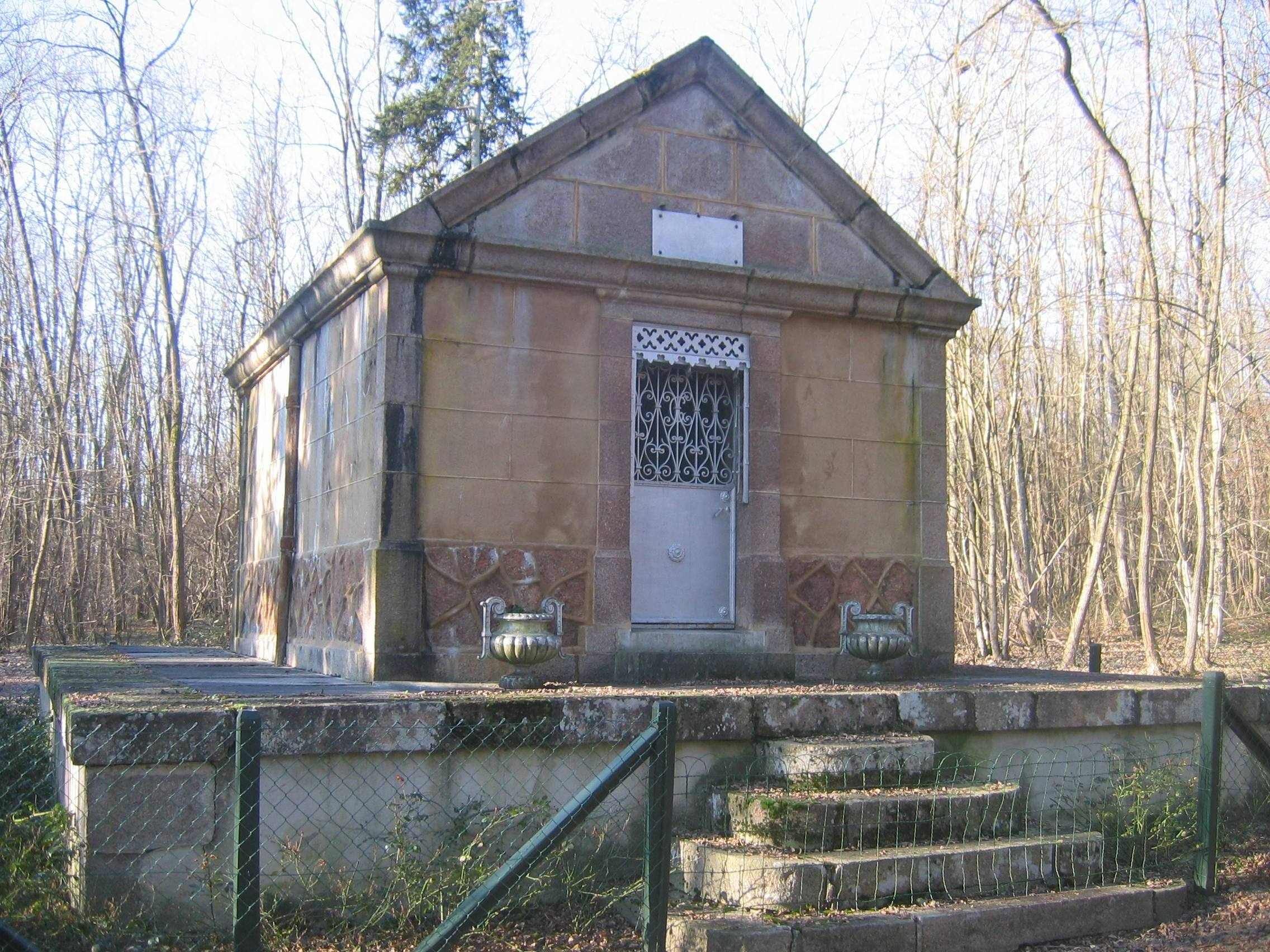
Tombeau de Georges Gallay dans le parc des Bécauds.

La construction de la maison bourgeoise du XIXe siècle (dite « le Château ») est due au républicain Georges Gallay. Terminée en 1849, elle est composée de huit pièces au rez-de-chaussée et de sept pièces à l'étage, desservies par un couloir central. Une cave voûtée en brique se trouve sur le côté de la maison. Dans la cour, se situe une pompe à bras avec robinet en forme de tête de fauve.
La ferme dépendant de la propriété jouxte la maison bourgeoise, séparée d'elle par un mur avec un portail de communication. Aujourd'hui propriété de la commune, cette maison a été aménagée en logements : actuellement quatre (1 F3, 1 F4 et 2 F5).
Dans ce domaine se trouve un parc où se situe le tombeau de l'ancien propriétaire Georges Gallay et de sa compagne au cœur d'un bois.
Proche du « château », le lavoir marque une certaine attention de la part des propriétaires pour le personnel chargé de cette tâche ingrate. Il a été rénové en 2001 par la commune en même temps que son étang.
À l'entrée de la ferme se dresse une tour en brique et en pierre abritant le pigeonnier dans la partie supérieure, avec, au niveau du sol, une ouverture sur la basse-cour.

### Personnalités liées à la commune
- Georges Gallay 1812-1880, est républicain et proscrit. Sa vie est liée à la révolte des républicains du Donjon en 1851[33].

Georges Gallay est né en la commune de Le Donjon en 1812, fils d'un marchand de bois. Les Gallay sont originaires de Scée (ou Cée), village aujourd'hui disparu qui surplombait la Loire entre Luneau et Chassenard. Ils construisaient et possédaient des bateaux qui circulaient sur le fleuve.
Georges Gallay termine des études de droit. Avant 1848, il fréquente les clubs ou « cafés » où l'on discute des idées républicaines. On y retrouve des hommes établis notaires, médecins, bourgeois, souvent anticléricaux. Il anime le Mouvement Démocratique Donjonnais. il devient vite un responsable départemental. Ses idées attirent très vite les métayers et les gens de condition modeste de la région.
La Seconde République se met en place en 1848. les élections d'avril 1848 permettent à l'Allier d'élire 8 républicains dont Barthélemy Terrier, médecin du Donjon. Le 31 juillet, Gallay devient maire du Donjon.
En 1849, Georges Gallay s'installe aux Bécauds à Neuilly-en-Donjon dans une maison qu'il fait construire dite « château des Bécauds ». Il est battu à une élection législative complémentaire à cause des voix des militaires en garnison. Malheureusement, la misère grandit dans les campagnes où les produits de la terre se vendent mal. Ce climat inquiète les dirigeants et, à la veille des élections législatives, Louis-Napoléon Bonaparte dissout l'Assemblée et organise un coup d'État le 2 décembre 1851.
La nouvelle étant parvenu par télégramme à la mairie du Donjon, Georges Gallay réunit les républicains de Neuilly et de Luneau le 3 décembre après-midi. Ils rejoignent le chef-lieu de canton avec les habitants d'autres communes. Le conseil réuni propose de marcher sur Lapalisse, la sous-préfecture : le voyage se fait de nuit. À 7 heures du matin, environ 300 hommes se présentent devant la sous-préfecture située au niveau de l'actuelle mairie. À la première semonce, les gardes s'enfuient. Le sous-préfet est capturé. Les insurgés construisent une barricade, mais une fusillade éclate : un gendarme est tué, un autre blessé. La tension est à son comble. Un escadron de chasseurs se dirige vers Lapalisse. La résistance semble impossible et après avoir libéré les prisonniers, les chefs donnent l'ordre de dispersion. La répression se met en route. Beaucoup d'insurgés se cachent mais des dizaines seront arrêtés.
Gallay, muni de faux papiers, est arrêté à Nantua et ramené à Moulins ; 852 républicains de l’Allier y sont incarcérés à la Malcoiffée dans les jours suivants. Les conditions de détention y sont exécrables. Il est d'abord condamné à la déportation à Lambèse, reste au fort de Toulon (Var) puis est dirigé vers Mont-de-Marsan. En 1857, il est amnistié et regagne Neuilly. Il doit payer avec les autres insurgés de grandes sommes d'argent pour les dégâts de l'insurrection.
À la suite de l'attentat d'Orsini, il est de nouveau mis en résidence surveillée à Annecy jusqu'en 1863. Candidat aux législatives, il est largement battu mais sa liste est élue à Neuilly (il ne devient pas maire, celui-ci est nommé par le préfet).
Après Sedan et la défaite, la IIIe République est proclamée. Élu conseiller général, siège qu'il conserve jusqu'à sa mort, Gallay représente les républicains révolutionnaires aux législatives de 1875. Il est distancé par Victor Cornil plus modéré, mais retrouve le poste de maire de Neuilly.
Pendant cette période, beaucoup de personnalités passent à Neuilly dont sûrement Victor Hugo. Georges Gallay meurt le 5 avril 1880 à l'âge de 67 ans.
Le 8 avril, 3 000 personnes participent à son enterrement civil. Sans descendance directe, il fait don de sa propriété à la commune de Neuilly et est enterré en premier lieu dans l'ancien cimetière communal situé à l'époque autour de l'église et en second lieu dans le parc du « château » des Bécauds après le transfert du cimetière communal sur un autre terrain.
Son œuvre, quand il était maire, fut importante : modernisation de la commune, création d'un bureau de bienfaisance pour les pauvres. Mais il a surtout œuvré pour l'école publique.